# Brycinus derhami
Brycinus derhami är en fiskart som beskrevs av Jacques Géry och Mahnert, 1977. Brycinus derhami ingår i släktet Brycinus och familjen Alestidae. IUCN kategoriserar arten globalt som sårbar. Inga underarter finns listade.